# Конституционный суд Венгрии
Конституцио́нный су́д Ве́нгрии (венг. Magyarország Alkotmánybírósága) — орган конституционного контроля в Венгрии.
Конституционный суд выступает в качестве основного органа по защите конституции, его главными задачами являются рассмотрение конституционности законов, защита конституционного порядка и основных прав, гарантированных конституцией. Суд имеет независимый характер и выполняет свои задачи самостоятельно. Он имеет уникальный статус и не является частью обычной судебной системы, судебный состав формируется парламентом.
До 2012 года местом нахождения суда был город Эстергом. В настоящий момент официальная резиденция Конституционного суда находится в Будапеште.

## Полномочия
В обязанности Конституционного суда входит:
- рассмотрение конституционности принятых, но не вступивших в силу законов;
- рассмотрение по требованию суда, рассматривающего дело, конституционности законодательства, которое должно быть применено в конкретном случае;
- на основе индивидуальной конституционной жалобы граждан, рассматривать конституционность законодательства или судебного решения, принятого по отдельному случаю;
- по инициативе правительства или 1/4 членов парламента рассматривать конституционность законов;
- проверка законодательства на соответствие международным нормам;
- проверка порядка назначения и проведения референдума;
- даёт обязательное заключение при роспуске муниципальных представительных органов, когда они нарушали конституцию;
- даёт заключение, когда деятельность церкви вступает в противоречие с конституцией;
- участвует в процедуре импичмента президента;
- разрешает конфликты компетенции между государственными органами или между ними и муниципальными органами;
- осуществляет официальное толкование положений конституции;
- устраняет законодательные пробелы, когда такие пробелы приводят к нарушению положений конституции.

## Состав суда
С 2011 года Конституционный суд состоит из 15 судей (ранее состоял из 11 судей). Судебный состав формируется парламентом на основании кандидатур, представленными специальной комиссией, состоящей из парламентских фракций. Решение по составу принимается большинством в 2/3 голосов парламента. Затем избранные члены суда избирают председателя из своего состава тайным голосованием. 
Срок полномочий судей составляет 12 лет.

## Главные судьи
- Ласло Шойом (1 августа 1990 — 24 ноября 1998)
- Янош Немет (24 ноября 1998 — 31 июля 2003)
- Андраш Холло (1 августа 2003 — 12 ноября 2005)
- Михай Бихари (12 ноября 2005 — 2 июля 2008)
- Питер Пацолай (3 июля 2008 — 24 февраля 2015)
- Ленкович, Барнабаш[венг.] (25 февраля 2015 — 21 апреля 2016)
- Тамаш Шуйок (21 апреля 2016 — 4 марта 2024)
- Ласло Саламон (и. о.; с 4 марта 2024)